# Cala Prona
La Cala Prona és una petita badia a la costa nord del Cap de Creus, situada a la badia del Golfet, al terme municipal del Port de la Selva, a uns vuit quilòmetres de la població, dins del Parc Natural del Cap de Creus. Es troba delimitada per la punta Ronyosa a ponent, i la punta dels Farallons a llevant. Està exposada al vent de tramuntana, típic i fort a la zona. Al fons de la cala hi desaigua la torrentera anomenada rec de les Escudelles. S'hi accedeix a peu pel sender de gran recorregut GR-11 des del Port de la Selva.
És una de les cales més preuades pels pescadors de la zona, per l'abundància de peix. Per la seva orientació, la cala rep el plàncton i altres nutrients que arrosseguen els corrents, fent que aquí es pesquin cinc vegades més bonítols, sardines i altres fruits del mar que en altres caladors del cap. A la vora de la platja de Cala Prona hi ha la barraca de Cala Prona, un antic refugi de pescadors, inclosa a l'Inventari del patrimoni arquitectònic de Catalunya, actualment gestionada per la confraria de pescadors del Port de la Selva.
El topònim Prona és una deformació de Pregona, que significa profunda, una característica de les aigües de la cala. En un document de l'any 1663 se l'anomena Cala Fonda.